# Réforme du tutoiement en Suède

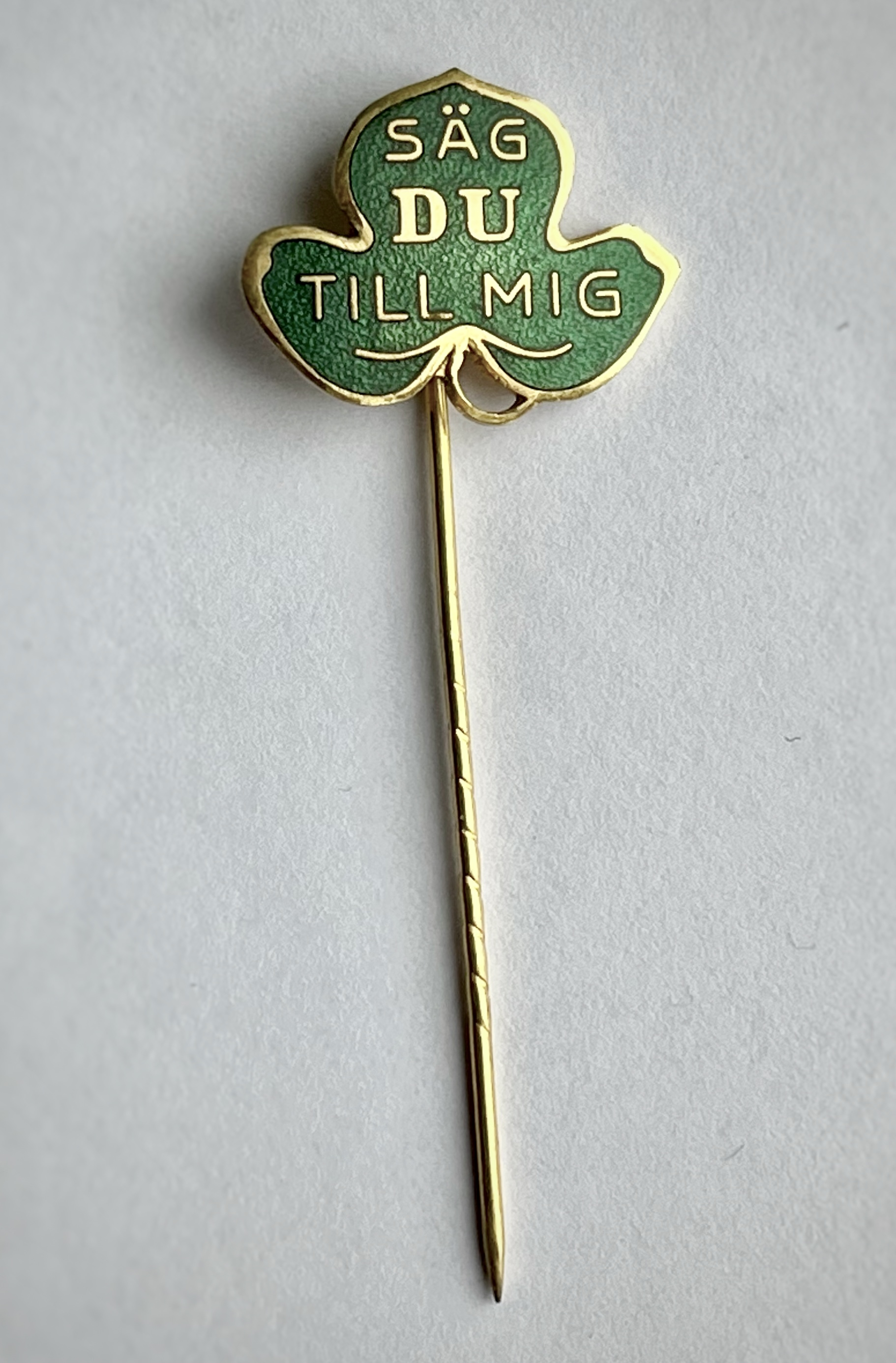
Épingle de la réforme du tutoiement suédois

La réforme du tutoiement (en suédois : du-reformen) désigne un changement dans l'usage des pronoms d'adresse réalisé en Suède vers la fin des années 1960. Au cours de ces années, les Suédois ont arrêté d'utiliser soit le pronom « vous » (en suédois : ni), soit les pronoms de la troisième personne « il »/« elle » (en suédois « han »/« hon ») ou des titres pour s'adresser à une personne inconnue, plus âgée ou hiérarchiquement supérieure. Le vouvoiement, ainsi que l'utilisation des pronoms de la troisième personne ou de titres, furent ainsi remplacés par un tutoiement généralisé.
Au début du XXe siècle, on tente, pour s'adresser à quelqu'un d'un rang social identique ou supérieur, de remplacer l'usage habituel du titre social et du nom de famille — jugé complexe pour le souvenir qu'il impose de la position sociale de chacun tout au long d'une discussion — par le pronom « Ni », équivalent du « vous » ; mais cette réforme n'est jamais complètement adoptée par les Suédois.
Vers le milieu des années 1970, les personnes de la famille royale étaient déjà les seules personnes à ne pas être tutoyées dans les médias. Encore au début du XXIe siècle, on continue à s'adresser au roi et à la reine à la troisième personne, en utilisant leur titre, « le roi » respectivement « la reine » (en suédois : « kungen » ou « drottningen »).
Cette réforme a souvent été associée à Bror Rexed, qui à l'époque était le directeur de la Direction nationale de la santé et des affaires sociales (en suédois : Socialstyrelsen). Lors de son entrée en fonction, en 1967, il a tenu un discours de bienvenue annonçant qu'il avait l'intention de tutoyer tous les fonctionnaires de cette administration et encourageait ses collègues à faire de même. L’adoption du tutoiement par le grand quotidien Dagens Nyheter a accéléré sa généralisation,, de même que la tolérance de l'usage public du tutoiement à son égard par le Premier ministre Olof Palme. Cet usage ne s'est pas répandu jusqu'à la famille royale de Suède (permanence de l'adresse par les titres ou la 3e personne).
La réforme du tutoiement était considérée comme un progrès démocratique et égalitaire. Toutefois, elle fut probablement aussi facilitée par la valeur en suédois du pronom de la deuxième personne du pluriel, qui était souvent perçu comme froid, voire condescendant. Pour cette raison, les Suédois avaient l'habitude de recourir à la troisième personne pour s'adresser à toute personne n'étant pas un proche, souvent en employant des titres, ce qui compliquait parfois les rapports sociaux et le langage.
Depuis les années 1980, on observe un retour du vouvoiement par l'usage du « Ni », particulièrement de la part des jeunes et dans le secteur des services. Cela a été expliqué en avançant que les jeunes Suédois ne perçoivent probablement plus le ni comme condescendant[réf. nécessaire].